# Thanks for the Memory (film)
Pour l’article homonyme, voir Thanks for the Memory.
Thanks for the Memory est un film américain réalisé par George Archainbaud et sorti en 1938. C'est un remake du film de 1931 Up Pops the Devil, lui même adapté d'une pièce de théâtre à succès. 

## Synopsis
Steve est un écrivain au chômage qui reste à la maison et joue le rôle d'homme au foyer, pendant que sa femme va au travail pour son ancien fiancé, l'éditeur de Steve, qui en pince toujours pour elle.

## Fiche technique
- Réalisation : George Archainbaud

Extrait du générique du film.

- Scénario : Lynn Starling, d'après la pièce de Frances Goodrich et Albert Hackett[1].
- Producteur : Mel Shauer
- Photographie : Karl Struss
- Montage : Alma Macrorie
- Musique : Charles Bradshaw
- Distributeur : Paramount Pictures
- Pays de production :  États-Unis
- Durée : 75 minutes
- Date de sortie : 
  - États-Unis : 1938

## Distribution
- Bob Hope : Steve Merrick
- Shirley Ross : Anne Merrick
- Charles Butterworth : Biney
- Otto Kruger : Gil Morrell
- Hedda Hopper : Polly Griscom
- Laura Hope Crews : Mrs. Kent
- Emma Dunn : Mrs. Platt
- Roscoe Karns : George Kent
- Eddie "Rochester" Anderson : Janitor
- Edward Gargan : Flanahan
- Jack Norton : Bert Monroe
- Patricia Wilder : Luella
- William Collier Sr. : Mr. Platt
- June Brewster : Frances